# Conocarpus erectus
Conocarpus erectus là một loài thực vật có hoa trong họ Trâm bầu. Loài này được L. mô tả khoa học đầu tiên năm 1753.